# 절영
절영 (絶影)은 정사 《삼국지》에 나오는 말(名馬)로, 중국 삼국 시대의 군웅인 조조(曹操)가 타고 다닌 말로 유명하다. 그림자가 보이지 않을 정도로 빠른 속도를 자랑해 이러한 이름이 붙게 되었다.
《삼국지》 《무제기(武帝紀)》 또는 《위서(魏書)》에 의하면 조조가 타고 다녔다고 하며, 조조가 장수(張繡)에게 야습을 받아 완성(宛城)에서 탈출할 때 이마와 다리에 화살을 맞아 상처를 입었다고 기록되어 있다.
소설 《삼국지연의》에서는 이름이 등장하지 않으며, 역시 화살을 맞고도 탈출에 성공했으나 눈에 화살을 맞아 사망했다고 기록되어 있다.

## 같이 보기
- 조조